# Metallographeus albolineatus
Metallographeus albolineatus är en skalbaggsart som beskrevs av Stefan von Breuning 1971. Metallographeus albolineatus ingår i släktet Metallographeus och familjen långhorningar.
Artens utbredningsområde är Madagaskar. Inga underarter finns listade i Catalogue of Life.